# フェイス・ザ・ミュージック
『フェイス・ザ・ミュージック』 (Face the Music) は、1975年に発表されたエレクトリック・ライト・オーケストラ（ELO）の5枚目のアルバム。このアルバムで、バンド初のプラチナ･ディスクを達成。
ミュンヘンのミュージックランド・スタジオでレコーディングエンジニアのラインハルト・マックとともに録音された初めてのアルバムでもある。このスタジオはアメリカツアーの途中でディープ・パープルに紹介され、今後も使用されていくことになる。バンドは、マイク・デ・アルバカーキとマイク・エドワーズに変わり、新メンバーとして、ベーシストのケリー・グロウカットとチェロ奏者のメルヴィン・ゲイルを迎える。
前作に収録された楽曲「エルドラド」をめぐる訴訟。に影響されてか、このアルバムには逆回転メッセージが随所に盛り込まれている。また、アルバムのタイトルである「Face The Music」からも、「音楽を率直に見て」というメッセージを読み取ることができる。

## 収録曲
1. ファイアー・オン・ハイ - Fire On High
インストルメンタルナンバー。シングルカットされていないものの、ファンの間では人気が高い。
冒頭に逆回転メッセージが挿入されており、逆再生すると「Music is reversible but time is not, turn back」と言っているのがわかる。
2. 滝　　Waterfall
3. イーヴィル・ウーマン - Evil Woman
これまでのELOサウンドにディスコの要素を取り入れ、英国と米国で大ヒットした。
4. ナイトライダー - Nightrider
ケリー・グロウカットのリードボーカルが収録された初めての楽曲。コンサートでは高音のパートは彼が担当するのが常となっていた。
また、「Nightrider」というのはジェフが初めて所属していたバンドの名前でもある。
5. ポーカー - Poker
6. ストレンジ・マジック(不思議な魔術) - Strange Magic
中期ELOらしいフルオーケストラによるストリングス・アレンジを前面に押し出した曲。
7. ダウン・ホーム・タウン - Down Home Town
「滝」のサビのボーカルパートが逆再生されて、冒頭に挿入されている。
歌詞カードには意味不明な注釈がついている。
8. 夏の日 - One Summer Dream
環境保護を歌った楽曲。2001年のズーム・ツアーで演奏された。

リマスター盤のボーナス・トラック
1. ファイア・オン・ハイ・イントロ（アーリー・オルタネイト・ミックス）　　Fire On High Intro (Early Alternate Mix)
2. イーヴィル・ウーマン（ストリップト・ダウン・ミックス）　　Evil Woman (stripped down mix)  
ジェフ曰く、「1975年のバージョンよりいい」。
3. ストレンジ・マジック（不思議な魔術）（U.S.シングル・エディット）　　Strange Magic (U.S.Single Edit)
4. 滝（インストゥルメンタル・ミックス）　　Waterfall (instrumental mix)